# Charles-Louis Philippe
Charles-Louis Philippe (4. srpna 1874 Cérilly – 21. prosince 1909 Paříž) byl francouzský spisovatel.
Pocházel z chudé rodiny, jeho otec byl výrobcem dřeváků. Po maturitě odešel do Paříže, kde nebyl přijat na vysokou školu ani do armády, nakonec se uchytil jako státní úředník. Roku 1897 vydal svoji první knihu Čtyři příběhy o ubohé lásce. Jeho prózy jsou ovlivněny naturalismem, odehrávají se v prostředí pařížských chudých vrstev. Nejznámějším Philippeovým dílem je román z prostředí pouliční prostituce Bubu z Montparnassu, který byl přeložen do řady jazyků a v roce 1971 ho zfilmoval Mauro Bolognini. Patřil do okruhu časopisů La Revue blanche a Nouvelle Revue Française, přátelil se s Andrém Gidem, Paulem Claudelem nebo Octavem Mirbeauem, který Philippea neúspěšně navrhl na Goncourtovu cenu. Zemřel na břišní tyfus ve věku 35 let.
Philippeovo dílo mělo v českém prostředí značný ohlas: Vítězslav Nezval o něm napsal svoji dizertační práci, Emil František Burian složil operu Bubu z Montparnassu. František Xaver Šalda napsal ve svém nekrologu: „Philippe byl básník (třebas psal prózou) světa vyděděnců a ubožáků, básník prostý vší sentimentality, velmi autentický, a proto ve svých chvílích i veliký a monumentální.“ Jan Keller věnoval Philippeovi jeden z esejů ve své knize Odsouzeni k modernitě.
Rozsáhlou studii o něm napsal také György Lukács, autorem předmluvy k anglickému vydání Bubu z Montparnassu byl Thomas Stearns Eliot. Od roku 1935 se jeho odkazu věnuje literární společnost L'Association internationale des Amis de Charles-Louis Philippe.

## Dílo dostupné v češtině
- Matka a dítě (1912)
- Čtyři příběhy o ubohé lásce ; Dobrá Magdalena ; Ubohá Marie (1921)
- Ranní povídky (1926)
- V městečku (1926)
- Marcipánek (1926)
- Otec Perdrix (1949)
- Vábení (1970)
- Bubu z Montparnassu (Novela Bohemica, Praha 2015. ISBN 978-80-87683-54-5)